# Henriette Charasson
Henriette Charasson, née au Havre le 6 janvier 1884 et morte à Châteauroux le 24 décembre 1972, est une femme de lettres française d'inspiration catholique. Journaliste et critique littéraire, elle est également poète, dramaturge, biographe, essayiste et nouvelliste. Elle est l'épouse du journaliste et essayiste René Johannet. 
Elle a, pendant vingt-cinq ans, tenu la critique littéraire de La Dépêche tunisienne.

## Biographie
Amie de Jeanne Sandelion et correspondante dans Comœdia, elle est officier de la Légion d'honneur.
Pendant la Première Guerre mondiale, Henriette Charasson rejoint l'Action française. Elle écrit pour La Croix et dans L'Action française à plusieurs reprises sous le pseudonyme d’Orion ce qui accroît sa notoriété dans les cercles intellectuels et masculins du nationalisme. La découverte de la pensée de Charles Maurras est comme une révélation pour elle : « Pour moi, je le répète, la rencontre des ouvrages de Charles Maurras, qui n'est pas croyant, a été mon premier pas sur le chemin de Damas ».  Son union avec René Johannet l'amène à se convertir au catholicisme en 1920. Après la condamnation de l'Action française par la papauté en 1926, Henriette Charasson se détourne du mouvement de Charles Maurras.
Elle chante les joies du foyer, l'enfance, la foi du charbonnier en versets souples, inégaux, parfois rimes ou assonances :

« Et pendant que je puis encore parler sur terre avec une voix humaine
Laissez que je Vous dise merci, merci, mon Dieu, d'avoir été ce chaînon
dans votre chaîne. »
Henriette Charasson, Le sacrifice du soir: 1947-1953, Flammarion (réédition numérique), 1er janvier 1954

## Œuvres

### Roman
- Grigri, À la sirène, 1922

### Poésie
- Attente : 1914-1917, Éd. Émile-Paul, 1919
- Les Heures du foyer, Flammarion, 1926 - Prix de littérature spiritualiste
- Mon Seigneur et mon Dieu !, Flammarion, 1934
- Sur la plus haute branche, Flammarion, 1938.
- Attente de la délivrance : 1939-1944, Flammarion, Paris, 1945
- Le Sacrifice du soir : 1947-1953, Flammarion, 1953

### Théâtre
- Le Saut du diable : comédie en 3 actes, Angoulême, Impr. Coquemard, 25 mai 1931 - Prix Paul Hervieu de l'Académie française
- En chemin de fer : comédie en 1 acte, Théâtre du Grand Guignol, 1933 - Paris, G. Enault, 1949
- Une robe de soie : pièce en un acte, G. Enault, 1934
- Madame est sans bonne : farce en un acte, G. Enault, 1934
- Les Réalités invisibles : pièce en un acte, G. Enault, 1934
- Séparation : pièce en un acte, G. Enault, 1934
- Bal masqué : comédie en trois actes à l'usage des scènes familiales, G. Enault, 1936
- Ruptures : pièce en un acte, G. Enault, 1938
- Autour d'un berceau : sketch dramatique et musical en 1 acte à l'usage des scènes familiales, Paris, G. Enault, 1944 - Joué à la radio en 1939
- Dix comédies à une voix, G. Enault, 1949

### Biographies
- Jules Tellier : 1863-1889, Mercure de France, 1922, coll. «Les Hommes et les idées  »
- Une Âme élue : sœur Claire de Jésus, religieuse bénédictine (octobre 1894-mars 1923), Apostolat de la Prière, 1931

### Essais
- Faut-il supprimer le gynécée ?, Plon-Nourrit, 1924, Prix Fabien de l'Académie française
- M. de Porto-Riche ou le Racine juif, Éd. du Siècle, 1925, coll. « Les Pamphlets du Siècle »
- Deux petits hommes et leur mère, Flammarion, 1928
- La Mère, Nouvelle société d'édition, 1931
- L'Amour et quelques couples, Flammarion, 1946
- Le Livre de mon enfant, R. Solar, 1947
- Une mère se souvient, SEGEP, 1953

### Distinctions
- de l'Académie française :
  - Prix Montyon en 1921
  - Prix Fabien en 1925
  - Prix d’Académie en 1929, 1935 et 1942
  - Prix Paul Hervieu en 1933
  - Prix d'Aumale en 1939
  - Prix Alice-Louis Barthou en 1947
  - Prix Véga et Lods de Wegmann en 1955 et 1960
  - Prix Broquette-Gonin (littérature) en 1963
  - Prix Valentine de Wolmar en 1969